# Pitäjänsaari (ö i Södra Savolax)
Pitäjänsaari är en ö i Finland. Den ligger i sjön Kihliänjärvi och Nuolinki och i kommunen Mäntyharju i den ekonomiska regionen  S:t Michel och landskapet Södra Savolax, i den södra delen av landet, 170 km nordost om huvudstaden Helsingfors. Öns area är 4,7 hektar och dess största längd är 470 meter i nord-sydlig riktning.